# إندوماريت
إندوماريت (بالإنجليزية: Indomaret) هي سلسلة متاجر البيع بالتجزئة في إندونيسيا، مع أكثر من 11.000 متجر عبر إندونيسيا. وهي أول وأكبر سلسلة من هذا النوع من المتاجر في إندونيسيا. إندوماريت هي شركة تابعة لمجموعة سالم. يقع مقرها في جاكرتا.
إندوماريت هي شبكة صغيرة توفر الاحتياجات اليومية. تبلغ مساحتها التخزينية حوالي 200 متر مربع. تم افتتاح أول متجر إندوماريت رسمي في أنكول شمال جاكرتا في نوفمبر 1988. وبحلول عام 2014 كان لدى إندوماريت 10.600 منفذ بيع. 60٪ من إجمالي المنافذ هي منافذ مملوكة ذاتيًا وامتيازًا في حين أن 40٪ المتبقية مملوكة للشركة متناثرة في مدن جاكرتا الكبرى، وسومطرة (باستثناء غرب سومطرة، حيث تم حظر التصريح لحماية صغار التجار) وجاوة ومادورا وبالي ولومبوك وكاليمانتان وسولاويزي. يوجد في جاكرتا حوالي 488 منفذاً.
يمكن العثور على متاجر إندوماريت بسهولة في المناطق السكنية، ومباني المكاتب، والمرافق العامة بسبب موقع منافذ البيع على أساس شعار «بسيط ومقتصد». تبيع إندوماريت أكثر من 5.000 نوع من المنتجات الغذائية والمواد غير الغذائية.